# 5-я танковая дивизия (СССР)
5-я танковая дивизия — воинское соединение Красной армии Вооружённых Сил СССР в предвоенные годы и в Великой Отечественной войне.
Условное наименование — войсковая часть (в/ч) № 5430.
Сокращённое наименование — 5 тд.

## История дивизии
Дивизия формировалась сначала в ЗапОВО, затем с июня 1940 года, в ПрибОВО. Формирование дивизии проходило в составе 3-го механизированного корпуса. Основой для формирования послужила 2-я легкотанковая бригада. Кроме того на укомплектование дивизии обращён танковый батальон 21-й тяжёлой танковой бригады (Минск) и танковый батальон 121-й стрелковой дивизии. 344-й стрелковый и 201-й гаубичный артиллерийский полки 84-й стрелковой дивизии имени Тульского пролетариата были переформированы в 5-й мотострелковый и в 5-й гаубичный артиллерийский полки.
Основные силы дивизии базировались в южном военном городке, гаубичный полк, зенитный дивизион и понтонно-мостовой батальон в северном военном городке города Алитус, мотострелковый полк в Прены.
На 20 октября 1940 года дивизия следующее следующее вооружение: 4 — Т-26, 258 — БТ, 30 — средних танков, 87 — БА, 5904 — винтовок, 172 — ручных пулемётов, 63 — станковых пулемётов, 8 — крупнокалиберных пулемётов, 73 — зенитных пулемётов, 46 — миномётов, 77 — гранатомётов; орудий: 12 — 37-мм, 12 — 122-мм, 18 — 152-мм.
На 20 июня 1941 года дивизия имела в своём составе: 48 — Т-34 (два танка были переданы в батальон связи корпуса), 30 — Т-28, 170 — БТ-7, 18 — Т-26, 32 Т-27, а так же 56 — БА-10, 20 — БА-20.
Период вхождения в действующую армию: 22 июня 1941 года — 16 июля 1941 года.
18 июня 1941 года покинула городок и сосредоточилась южнее Алитуса, и как дивизия, оставшаяся на самостоятельном направлении ещё 21 июня была выведена из состава 3-го механизированного корпуса. Дивизию было намечено развернуть на фронте свыше 30 километров от Друскининкая до Алитуса вдоль восточного берега Немана
Однако дивизия не успела полностью развернуться на ввереном рубеже: бои за переправы в Алитусе (на предмостном укреплении на западном берегу) с середины дня 22 июня вели с 7-й танковой дивизией и 20-й танковой дивизией только один мотострелковый батальон усиленный артиллерией 5-го мотострелкового полка, 2-й танковый батальон 9-го танкового полка и 2-й отдельный зенитно-артиллерийский дивизион. Эти части вели бои в Алитусе весь день и в сумерках оставили город.
В ночь на 23 июня противником был высажен десант в количестве до 600 человек в тылу дивизии, который захватил аэродром Ораны. Направленный туда 10-й танковый полк быстро рассеял десант (уже к 7:00), однако вследствие этого половина основных сил оказалась вне места основных боевых действий. В это время оставшаяся под Алитусом половина дивизии была в тяжёлом положении: с юга её обошла 7-я танковая дивизия, с фронта нажимала 20-я танковая дивизия, и 23 июня развернулось танковое сражение. Дивизия потеряла от 70 до 90 танков. Вражеские безвозвратные потери, по немецким данным, составили 11 танков. При этом П. А. Ротмистров пишет о 170 уничтоженных танках и бронемашинах противника, что представляется явно завышенным, даже если добавить к 11 безвозвратно потерянных машин некоторое количество ремонтопригодных.
Дивизия, потеряв организацию, начала спешный отход. К исходу 23 июня частично находилась в полосе 37-й стрелковой дивизии — не менее 15 Т-34 и 14 Т-26 10-го танкового полка, который меньше пострадал за день. Затем они действовали отдельно от дивизии, составляя танковый батальон 24-й стрелковой дивизии, в частности 26-27 июня принимали участие в контрударе на Ошмяны, 4 июля последние три танка этого отряда были потеряны при попытке прорыва окружения у Радошковичей. Другие остатки дивизии отошли к Вильнюсу, к 24 июня потеряв до 70 % личного состава убитыми и ранеными, до 150 танков, 15 орудий и бронемашин до 50 %. Однако эти остатки удерживали Вильнюс по крайней мере днём 24 июня, после чего дивизия фактически обратилась в бегство. К исходу дня остатки дивизии в составе 15 танков, 20 бронемашин и 9 орудий были уже в окрестностях Молодечно, где попали в состав 13-й армии.
Утром 25 июня машины дивизии, совместно с курсантским батальоном Вильнюсского пехотного училища и 84-м полком войск НКВД по охране железнодорожных сооружений нанесли удар по колонне противника, двигавшейся по дороге Ошмяны — Молодечно. Дивизия вновь понесла потери: к концу дня в ней оставалось только 3 танка, 12 бронемашин и 40 автомашин.
26 июня остатки дивизии организованно были выведены к Борисову. Уцелевшая материальная часть артиллерии (4 гаубицы) и бронетехника (2 БТ-7 и 4 БА) были переданы в Борисовскую группу войск, личный состав убыл в Калугу. После передачи в новые части 222 экипажей расформирована (приказ НКО от 16 июля 1941 года).

## Подчинение
| Дата              | Фронт (округ)         | Армия      | Корпус (группа)             | Примечания                                                                                |
| ----------------- | --------------------- | ---------- | --------------------------- | ----------------------------------------------------------------------------------------- |
| 22 июня 1941 года | Северо-Западный фронт | 11-я армия | 3-й механизированный корпус | с 24.06.1941 в составе 13-й армии                                                         |
| 01 июля 1941 года | Северо-Западный фронт | 8-я армия  | 3-й механизированный корпус | данные приведены по Справочнику Боевого состава, реально дивизия находилась в 13-й армии) |
| 10 июля 1941 года | -                     | -          | -                           | нет данных                                                                                |

## Состав
- 9-й танковый полк, в/ч 5502;
- 10-й танковый полк, в/ч 5604;
- 5-й мотострелковый полк, в/ч 5434;
- 5-й гаубичный артиллерийский полк, в/ч 5548;
- 5-й отдельный зенитно-артиллерийский дивизион, в/ч 5602;
- 5-й разведывательный батальон, в/ч 5515;
- 5-й понтонно-мостовой батальон, в/ч 5525;
- 5-й отдельный батальон связи, в/ч 5662;
- 5-й автотранспортный батальон, в/ч 5541;
- 5-й медицинско-санитарный батальон, в/ч 5450;
- 5-й ремонтно-восстановительный батальон, в/ч 5509;
- 5-я рота регулирования, в/ч 5460;
- 5-й полевой хлебозавод, в/ч 5507;
- 60-я полевая почтовая станция;
- 68-я полевая касса Госбанка[1][4]

## Командование дивизии

### Командиры дивизии
- Куркин, Алексей Васильевич (06.1940 — 12.1940), генерал-майор танковых войск;
- Ротмистров, Павел Алексеевич (12.1940 — 24.04.1941), полковник (ИД)[3];
- Фёдоров, Фёдор Фёдорович (25.04.1941 — 18.07.1941), полковник[1][5]

### Заместители командира по строевой части
- Лашенчук Николай Иванович[6] (20.07.1940 — 29.10.1940), майор;
- Ротмистров Павел Алексеевич (09.12.1940 — 05.1941), полковник[1]

### Военные комиссары дивизии
- Соломко, Пётр Михайлович, полковой комиссар, с 09.1940 бригадный комиссар;
- Ушаков Григорий Васильевич (23.05.1941 — 16.07.1941), бригадный комиссар[7][1]

### Начальник штаба дивизии
- Беликов Василий Григорьевич, майор[1]

### Начальник политотдела
- Тимофеев Михаил Егорович[8] (03.06.1940 — 16.07.1941), полковой комиссар[7]

## Отличившиеся воины дивизии
| Награда | Ф.И.О.                      | Должность           | Звание  | Дата награждения | Примечания |
| ------- | --------------------------- | ------------------- | ------- | ---------------- | ---------- |
|         | Найдин, Григорий Николаевич | командир танка БТ-7 | сержант | 3.06.1944        |            |